# Галерија Антуна Аугустинчића
Галерија Антуна Аугустинчића основана је 1970. године када је вајар Антун Аугустинчић даровао свом родном месту Клањцу сопствено вајарско стваралаштво од задњих 50 година. Архитекта зграде Галерије био је Анте Лозица, а свечано је остворена за јавност на пролеће 1976. године. Исте године, током јесени Галерија је уздигнута у ранг музеја, а на лето 1992, заједно с још четири друга музеја, прикључена је новооснованој установи под заједничким именом Музеји Хрватскога загорја.
Тренутни стални постав унутар Галерије уређен је 1990. године, а састоји се од унутарњег постава и парка скулптура око Галерије.

## Увод
Питорескни Клањец није само познат као градић у коме је песник Антун Михановић, инспирисан лепотом крајолика реке Сутле испевао хрватску химну, већ и као родно место истакнутог вајара Антуна Аугустинчића који је свом родном граду оставио вредну збирку скулптура и тако подстакао изградњу првог наменски грађеног музејског простора у Хрватском загорју – Галерије Антуна Аугустинчића. Њена архитектура одважно се сместила насупрот барокног комплекса фрањевачког самостана, окружена парком скулптура који је саставни део сталнога постава. Ова изузетно вредна оставштина Антуна Аугустинчића, једног од најпознатијих вајара 20. века на подручју бивше Југославије,  укључује јавне пластике, интимистичке скулптуре и портрете. 

## Антун Аугустинчић
Мајстор Аугустинчић рођен је у Клањцу 1900. године. Радио је и као професор те је био и ректор Академије ликовних умјетности у Загребу. Овај угледни академик био је познат и у иностранству, посебно по импресивним споменицима које је радио широм света. Најпознатији су његови радови посвећени Шлеском устанку и Јозефу Пилсудском у Катовицама, скулптура Рудар у Женеви, споменик Жртвама фашизма у Адис Абеби или пак Расу Маконену у Харару.  Издваја се коњанички споменик Мир, који се налази испред зграде Уједињених нација у Њујорку. 
У Хрватском загорју је његово најмонументалније дело Споменик Сељачкој буни и Матији Гупцу у Горњој Стубици, но реализовао је и низ мањих споменика као што је онај Јосипу Брозу Титу у Кумровцу, Стјепану Радићу у Мачу, те Ношење рањеника у Крапинским Топлицама и Орославју.

## О Галерији
Галерија Антуна Аугустинчића један од специјализованих музеја у Хрватској који се баве проблематиком скулптуре. У склопу Галерије делује и изложбени салон у којем се одржавају изложбе скулптуре, посебно радови вајара који су били повезани с мајстором Аугустинчићем било као сарадници или његови следбеници. Збирка Салона Галерије прикупља радове уметника који су излагали у Клањцу и чини је репрезентативан избор квалитетних уметничких дела.
Осим изложби и едукативних програма Галерија издаје часопис „Анале” и организира стручне симпозијуме на тему скулптуре, пропитујући често улогу јавне пластике у савременом окружењу. 
Сваког септембра Галерија обележава Дан мира, а сваког октобра у Клањцу се организује манифестација «Захвала јесени».

## Галерија

### Унутарњи постав
- Рудар
- Ношење рањеника
- Два борца (1937)
- Мир
- Рас Маконен

### Спољни постав
- Маршал Тито
- Марин Држић
- Мајка и дете
- Гроб Антуна и Наде Аугустинчић